# Vittore Benedetto Antonio Trevisan
Vittore Benedetto Antonio Trevisan, conte di Saint-Léon (Padova, 5 giugno 1818 – Padova, 8 aprile 1897) è stato un botanico e naturalista italiano, ricordato per i suoi studi sulle crittogame e per i suoi testi di classificazione dei microrganismi.

## Opere (selezione)
- (Con Giovan Battista De Toni), Sylloge schizomycetum, auctoribus J. B. De_Toni et V. Trevisan, Patavii: typis Seminarii, 1889
- A proposito di fillossera: ai viticultori del circondario di Lecco, un viticultore, Milano: Tip. Bernardoni di C. Rebeschini e C., 1886
- Le alghe del Tenere Udinese, denominate e descritte da Vittore Trevisan, Padova: coi tipi del Seminario, 1844
- Saggio di una monografia delle alghe coccotalle, Padova : coi tipi del seminario, 1848 (Google libri)
- Amphiroa helerarthra, eine neue alge aus der familie der Floridene, Patavii : Seminario, 1849
- Caratteri di tre nuovi generi di Collemacee, Padova: Seminario, 1853
- Conspectus verrucarinarum: prospetto dei generi e delle specie dei licheni verrucarini, Bassano: A. Roberti, 1860 (Google libri)
- Caratteri di dodici nuovi generi di licheni, Padova: Tipografia Sicca, 1853 (Google libri)
- Schema di una nuova classificazione delle epatiche, Milano: coi tipi di Giuseppe Bernardoni, 1877 (Google libri)